# 咸寧市
咸寧市（かんねい-し）は、中華人民共和国湖北省に位置する地級市。

## 地理
湖北省の南東部に位置し、黄石市、武漢市、荊州市、江西省、湖南省と接する。

## 歴史
1998年12月6日、咸寧地区が廃止となり、地級市の咸寧市が設置される。それまで県級市として設置されていた咸寧市は咸安区に改編された。

## 行政区画
1市轄区・1県級市・4県を管轄下に置く。
- 市轄区：
  - 咸安区
- 県級市：
  - 赤壁市
- 県：
  - 嘉魚県・通山県・崇陽県・通城県

| 咸寧市の地図                              |
| ----------------------------------------- |
| 咸安区 嘉魚県 通城県 崇陽県 通山県 赤壁市 |

### 年表
この節の出典

#### 咸寧地区
- 1965年7月19日 - 湖北省孝感専区咸寧県・武昌県・通山県・崇陽県・通城県・蒲圻県・嘉魚県、黄岡専区陽新県・鄂城県を編入。咸寧専区が成立。(9県)
- 1970年 - 咸寧専区が咸寧地区に改称。(9県)
- 1979年11月16日 - 鄂城県の一部が分立し、鄂城市が発足。(1市9県)
- 1979年12月19日 (7県)
  - 武昌県が武漢市に編入。
  - 鄂城市・鄂城県が黄岡地区に編入。
- 1983年8月19日 - 咸寧県が市制施行し、咸寧市となる。(1市6県)
- 1986年5月27日 - 蒲圻県が市制施行し、蒲圻市となる。(2市5県)
- 1996年12月2日 - 陽新県が黄石市に編入。(2市4県)
- 1998年6月11日 - 蒲圻市が赤壁市に改称。(2市4県)
- 1998年12月6日 - 咸寧地区が地級市の咸寧市に昇格。

#### 咸寧市
- 1998年12月6日 - 咸寧地区が地級市の咸寧市に昇格。(1区1市4県)
  - 咸寧市が区制施行し、咸安区となる。

## 交通
鉄道
- 京広線

道路
- 京珠高速道路